# 吉田貞次郎
吉田 貞次郎（よしだ ていじろう、1885年（明治18年）2月17日 - 1948年（昭和23年）7月25日）は、日本の農業経営者、政治家。衆議院議員、北海道空知郡上富良野村長。

## 経歴
三重県奄芸郡一身田村（現津市）で農業・米穀商の吉田貞吉の長男として生まれる。家業の不振のため、1900年、16歳の時に三重団体に加わる父に従い北海道空知郡富良野村（現上富良野町）に移住した。忙しい開墾の合間に独学で学びを続け、徴兵時には一年志願兵を優秀な成績で終え、在郷中に陸軍歩兵中尉に昇進した。
村役場職員となり、以後、上富良野村会議員、同村長、信用購買組合長、農業組合長、農業会長、帝国在郷軍人会上富良野分会長、東中富良野及び草分土功組合長などを務めた。
1942年4月の第21回衆議院議員総選挙で翼賛政治体制協議会の推薦を受け北海道第二区から出馬して当選し、衆議院議員を一期務めた。終戦後に公職追放となった。

## 家族
雪印食品社長を務めた吉田千里は長男、衆議院副議長を務めた安井吉典は娘・弥生の婿。弥生の姉・ていの夫は陸軍少佐・防衛庁技官の清野清。

## 十勝岳噴火災害からの復興
吉田は1919年から1935年まで上富良野村長を務めたが、在任中の1926年5月24日、十勝岳の爆発により大規模な火山泥流が発生した（1926年の十勝岳噴火を参照）。吉田の母も泥流により死亡したが、その葬儀もほとんど人に託し災害対策に尽力。被災地放棄説が強まる中、復興説を唱えて北海道庁、政府に働きかけ、復興のための国費導入に奔走した。水田の復旧について耕地整理組合を設けて実施する際に、被災者の一部から強力な反対があったが、参加を強制することなく反対者の意思に任せるなど穏健な方針で復興事業を推進した。